# Les Éparres
Les Éparres is een gemeente in het Franse departement Isère (regio Auvergne-Rhône-Alpes). De plaats maakt deel uit van het arrondissement La Tour-du-Pin. Les Éparres telde op 1 januari 2022 976 inwoners. 

## Geografie
De oppervlakte van Les Éparres bedroeg op 1 januari 2022 7,95 vierkante kilometer; de bevolkingsdichtheid was toen 122,8 inwoners per km².

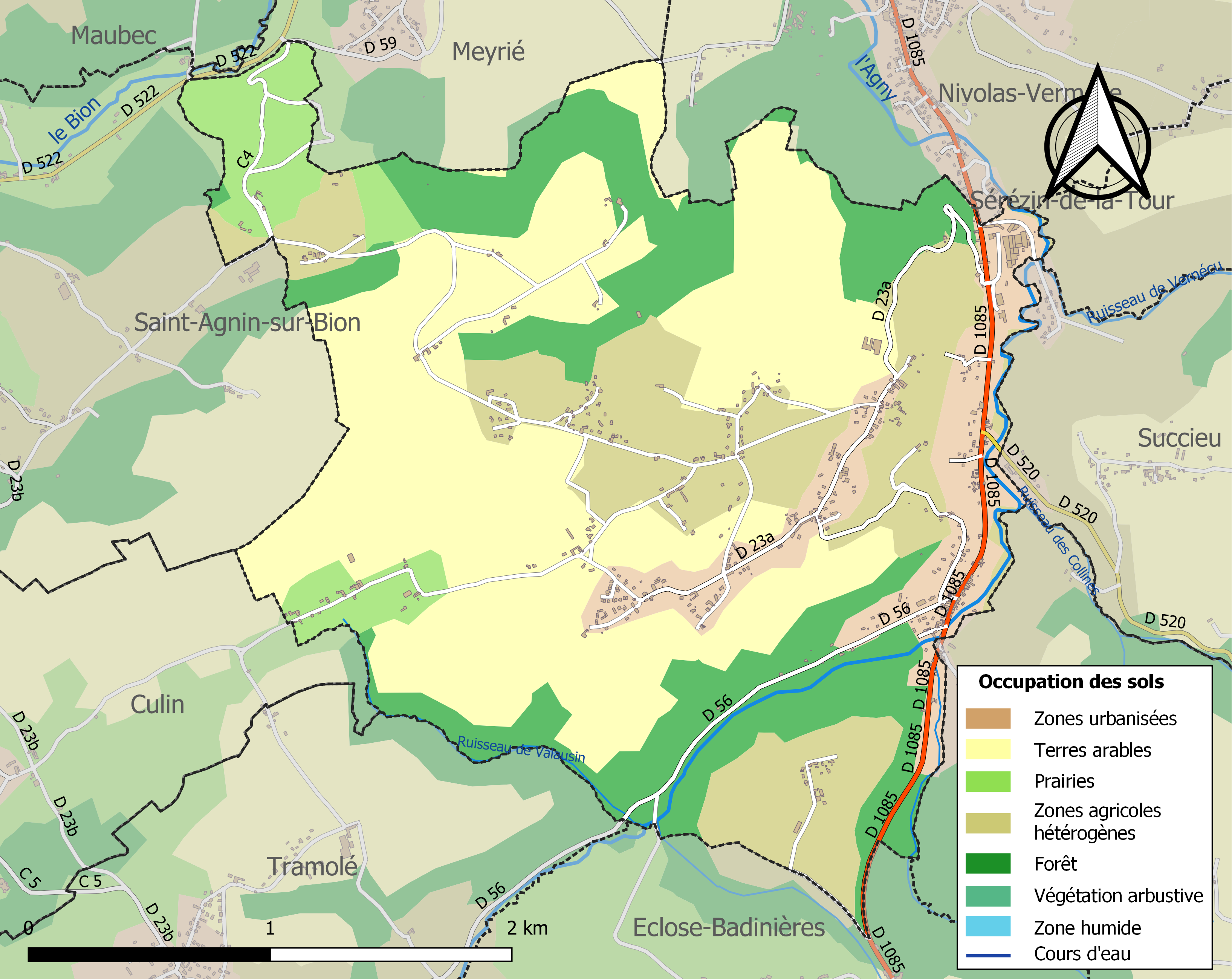
Kaart van de gemeente met de belangrijkste infrastructuur, bodemgebruik en omliggende gemeenten

## Demografie
Onderstaande figuur toont het verloop van het inwonertal (bron: INSEE-tellingen).